# Красноклопы
Краснокло́пы (лат. Pyrrhocoridae) — широко распространённое семейство насекомых, относящееся к отряду Hemiptera (Полужесткокрылые, или клопы). Наиболее распространены в тропиках и субтропиках. В умеренном климате обитает лишь несколько родов и видов. Характеризуются яркой окраской (чёрной и красной, или чёрной и жёлтой), трёхчлениковыми лапками, отсутствием простых глазков. Длина тела превышает 6 мм. Наиболее распространённым в Европе видом является клоп-солдатик (Pyrrhocoris apterus L.)

## Классификация
Семейство насчитывает около 65 родов и более 400 видов.
Некоторые роды семейства Pyrrhocoridae:
- Antilochus[англ.] Stål, 1863
- Dindymus[англ.] Stål, 1861
- Ectatops Amyot & Serville, 1843
- Melamphaus[англ.] Stål, 1868
- Pyrrhocoris Fallén, 1814
- Scantius[англ.] Stål, 1856
- Stenomacra (?)